# محي الدين عميمور
 محيي الدين عميمور أديب وسياسي جزائري من مواليد 18 مايو 1935 بعنابة.

## سيرة
مارس محيي الدين عميمور نشاطا كشفيا وطلابيا متعددا خلال المرحلة الطلابية وقاد الفرقة الكشفية الجزائرية في المؤتمر الكشفي العربي الثاني في الإسكندرية عام 1956. قطع دراسته الطبية في 1957 ليلتحق بجيش التحرير الوطني الجزائري، واستكمل دراسته الطبية عام 1963  في القاهرة  ليعود فورا إلى الجزائر، فكان أول طبيب جزائري يتخرج من المشرق العربي – جامعة عين شمس - القاهرة.[بحاجة لمصدر]
تولى إدارة الشؤون الطبية للقوات البحرية الجزائرية وكان أول أطبائها الجزائريين،[بحاجة لمصدر] لكنه واصل العمل في الميدان الثقافي وكان أول محافظ سياسي للقوات البحرية.[بحاجة لمصدر]
لم يتوقف عن الكتابة منذ منتصف الستينيات، بدءاً بمجلة الجيش، مستعملا توقيع «م .. دين»، وكانت رسومه الكاريكاتيرية أول رسوم تعرفها الصحافة العربية في الجزائر، وواصل الكتابة بعد ذلك في مجلة المجاهد وفي صحيفة الشعب، وفتحت له الصحف العربية الدولية صفحاتها فكتب في الأهرام (الدولي) والشرق الأوسط والحياة والقدس العربي ورأي اليوم (لندن) والراية (القطرية) والعربي (الكويتية)  والصباح (التونسية) كان اهتمامه الأول هو القضايا الثقافية والفنية والاجتماعية، ثم تخصص في الكتابة السياسية.[بحاجة لمصدر]
شغل منصب مستشار إعلامي لكل من الرؤساء هواري بومدين ورابح بيطاط والشاذلي بن جديد (من 1971 إلى 1984)، كما اختير عضوا في اللجنة المركزية لحزب جبهة التحرير الوطني في المؤتمر الرابع (1979 - 1983).
استدعاه الرئيس الشاذلي بن جديد في ولايته الثالثة  ليعُيّنه سفيرا للجزائر في باكستان في 1989- 1992.
استدعاه الرئيس اليمين زروال في 1998 وعينه عضوا في مجلس الأمة ضمن الثلث الرئاسي.  ثم  شغل منصب وزير الثقافة والاتصال في حكومة علي بن فليس الأولى بين سنة 2000 و 2001 ليعود بعدها إلى مجلس الأمة لاستكمال عهدته إلى غاية 2004، و في 8 جانفي 2004 أعاد تعيينه الرئيس عبد العزيز بوتفليقة  في مجلس الأمة لعهدة ثانية بين 2004 و 2010.

## الوظائف
- مستشار مكلف بالإعلام برئاسة الجمهورية (1971 -1985).[3]
- عضو في اللجنة المركزية لحزب جبهة التحرير الوطني (1979 - 1983).[4]
- سفير الجزائر في باكستان (1989-1992)[7]
- عضو في مجلس الأمة ضمن الثلث الرئاسي (1998- 2004) -( 2004-2010)
- وزير الثقافة والاتصال  (2000 - 2001).[6][5]

## إصدارات
- انطباعات ( ثلاثة أجزاء) / البعث (قسنطينة) / والمؤسسة الوطنية للكتاب (الجزائر)
- م..دين.. التجربة والجذور / دار الأمة (الجزائر)
- أيام مع الرئيس بو مدين (سبع طبعات) / دار اقرأ (بيروت) وموفم (المؤسسة الوطنية للفنون المطبعية)
- سفيراً... زادُه الخيال (طبعتان) / دار سعاد الصباح - الكويت / وموفم  (المؤسسة الوطنية للفنون المطبعية)
- لله وللوطن (ست مجموعات في ثمانية أجزاء) / موفم (المؤسسة الوطنية للفنون المطبعية)
- نظرة في مرآة عاكسة / موفم الرغاية - الجزائر
- الجزائر : الحلم والكابوس / دار هومة  - الجزائر / دار الفارابي - بيروت
- أنا وهو وهم (طبعتان) / موفم
- أيام صححت تاريخ العرب / دار هومة / دار الشروق
- ...وزيراً ... زادُه الخيال (ثلاثة أجزاء)
- الثورة المضادة
- نحن والعقيد (طبعتان)
- C’est mon avis  – بالفرنسية / موفم
- مع الموسطاش – طبعتان
- انطباعات الستينيات
- انطباعات من القرن الماضي /  موفم
- المغرب العربي – الأمل الضائع
- ربيع الغضب / دار القوبية - الجزائر
- لله وللوطن – المجموعة السابعة
- سرابس – الجزء الأول / دار «الكلمة»  تونس